# 聚集诱导发光
聚集诱导发光（AIE）是指有机化合物在凝聚态发光增强的一种现象，最初于2001年由唐本忠等人在研究1-甲基-1,2,3,4,5-五苯基硅唑的光学性质时发现并命名。
除了最初研究的硅唑外，結晶紫、花菁IV等也是重要的聚集诱导发光分子。